# Municipio de Amador
El municipio de Amador (en inglés: Amador Township) es un municipio ubicado en el condado de Chisago en el estado estadounidense de Minnesota. En el año 2010 tenía una población de 885 habitantes y una densidad poblacional de 11,17 personas por km².

## Geografía
El municipio de Amador se encuentra ubicado en las coordenadas 45°30′29″N 92°45′57″O / 45.50806, -92.76583. Según la Oficina del Censo de los Estados Unidos, el municipio tiene una superficie total de 79.21 km², de la cual 77,49 km² corresponden a tierra firme y (2,17 %) 1,72 km² es agua.

## Demografía
Según el censo de 2010, había 885 personas residiendo en el municipio de Amador. La densidad de población era de 11,17 hab./km². De los 885 habitantes, el municipio de Amador estaba compuesto por el 98,42 % blancos, el 0,34 % eran afroamericanos, el 0,11 % eran amerindios, el 0,11 % eran asiáticos, el 0,45 % eran de otras razas y el 0,56 % eran de una mezcla de razas. Del total de la población el 1,47 % eran hispanos o latinos de cualquier raza.